# Szekeres Emil
Szekeres Emil (Kaposvár, 1934. június 30. – Nagykanizsa, 2019. március 1.) magyar festőművész.

## Életútja
1961-ben a Magyar Képzőművészeti Főiskolán szerzett diplomát. Tanítómesterei Kmetty János, Kádár György, Barcsay Jenő voltak. 1974-ig szülővárosában Kaposváron élt, majd haláláig Nagykanizsán.

## Díjai
- Rippl-Rónai-díj
- Kaposvár Művészeti díja (1973)
- Zala Megye Alkotói díja (1989)
- Vajda Lajos-díj (2000)

## Kiállításai

### Egyéni kiállítások
- Mednyánszky Terem, Budapest (1964)
- Ernst Múzeum, Budapest (1975)
- Művelődési Központ, Nagyatád (1976)
- Városi Hangverseny- és Kiállítóterem, Zalaegerszeg (1986)
- TM Galéria, Budapest (1997)
- Hevesi Sándor Művelődési Ház, Nagykanizsa (1998)

### Válogatott csoportos kiállítások
- Nyári Tárlat, Debrecen (1974)
- Akvarell Biennálé, Eger (1975, 1984)
- I. Képzőművészeti Triennálé, Szolnok (1975)
- Dunántúli Tárlat (1976, 1978)
- Magyar Tájak, Hatvan (1980)
- Bartók-pályázat, Pécs (1981)
- Zala megyei Képzőművészeti Tárlat, Zalaegerszeg (1985)